# VISA (thẻ tín dụng)

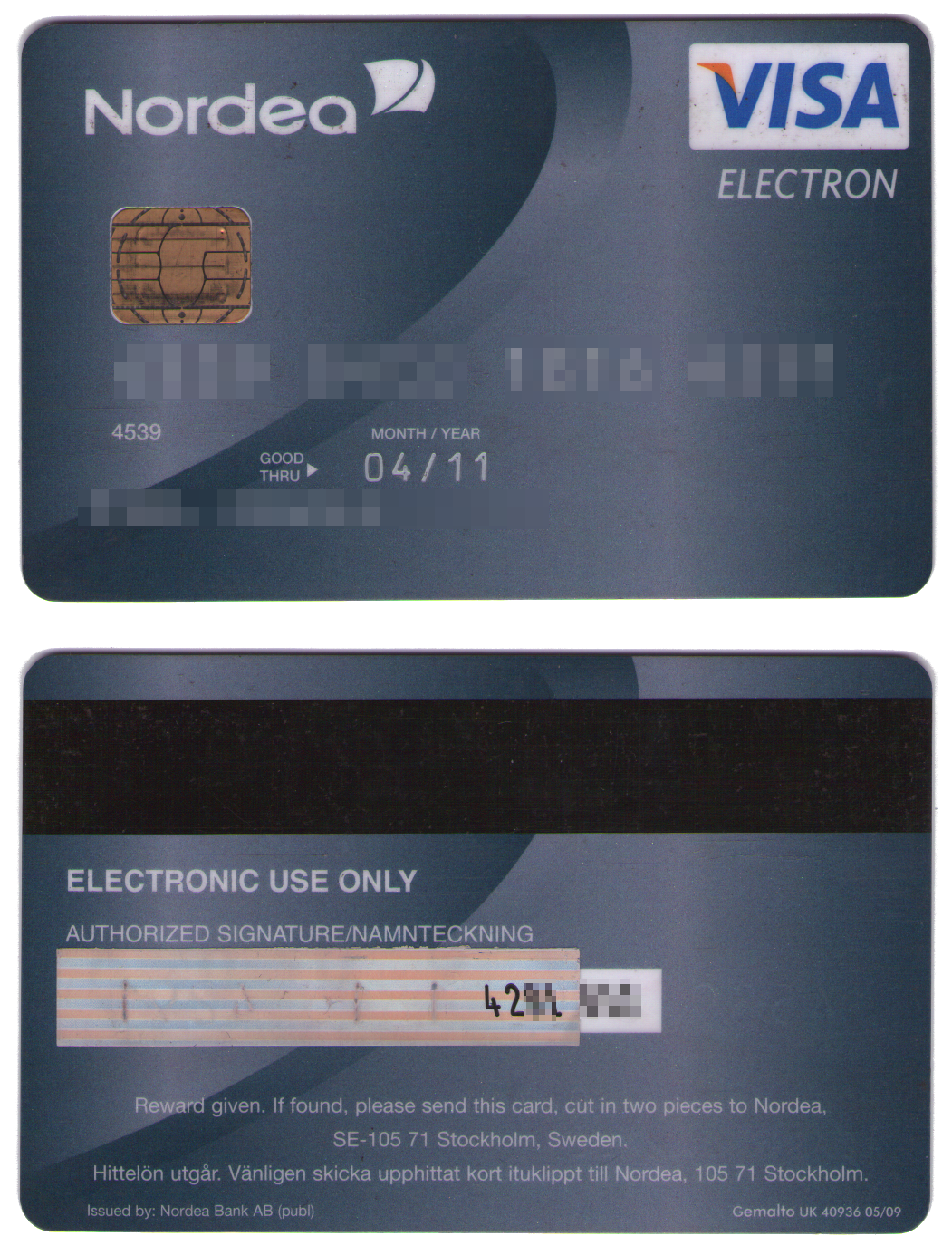
Thẻ VISA

VISA là một tập đoàn dịch vụ tài chính đa quốc gia của Mỹ có trụ sở chính tại Thành phố Foster, California, Hoa Kỳ. Nó tạo điều kiện thuận lợi cho việc chuyển tiền điện tử trên khắp thế giới, phổ biến nhất là thông qua thẻ tín dụng, thẻ ghi nợ và thẻ trả trước mang thương hiệu Visa. Visa là một trong những công ty có giá trị nhất thế giới.

## Phân loại
Visa cung cấp thông qua các thành viên phát hành các loại thẻ sau:
- Thẻ ghi nợ (thanh toán từ tài khoản séc/tiết kiệm)
- Thẻ tín dụng (thanh toán hàng tháng có hoặc không có lãi suất tùy thuộc vào khách hàng thanh toán đúng hạn)
- Thẻ trả trước (thanh toán từ tài khoản tiền mặt không có đặc quyền viết séc)

Visa vận hành mạng máy rút tiền tự động Plus và mạng điểm bán hàng Interlink EFTPOS, hỗ trợ giao thức "ghi nợ" được sử dụng với thẻ ghi nợ và thẻ trả trước. Họ cũng cung cấp các giải pháp thanh toán thương mại cho các doanh nghiệp nhỏ, các tập đoàn vừa và lớn, và các chính phủ.
Visa đã hợp tác với Apple vào tháng 9 năm 2014, để kết hợp tính năng ví điện thoại di động mới vào các mẫu iPhone mới của Apple, cho phép người dùng sử dụng Visa và các thẻ tín dụng/thẻ ghi nợ khác của họ dễ dàng hơn.